# Sárosrőcse
Sárosrőcse (1899-ig Sáros-Reviscse, szlovákul: Blatné Revištia) község Szlovákiában, a Kassai kerület Szobránci járásában.

## Fekvése
Szobránctól 8 km-re nyugatra, a Feketevíz bal oldalán fekszik.

## Története
1244-ben említik először.
A 18. század végén, 1799-ben Vályi András így ír róla: „REVISTYE. Sáros, és Felső Revistye. Két tót falu Ungvár Várm., földes Urai több Uraságok; fekszenek Tibéhez nem meszsze, határbéli földgyeik közép termékenységűek, vagyonnyaik meglehetősek.”
Fényes Elek 1851-ben kiadott geográfiai szótárában így ír a faluról: „Reviscse, (Alsó vagy Sáros), orosz-tót-magyar falu, Ungh vármegyében, ut. p. Szobránczhoz nyugotra 1 1/2 órányira: 100 romai, 186 gör. kath., 87 ref., 30 zsidó lak. Gör. kath. paroch. templom. – Sok nád és széna. Gazdag határ. F. u. gr. Waldstein s mások.”
A trianoni diktátumig Ung vármegye Szobránci járásához tartozott.

## Népessége
| Év:            | 1994. | 2004.   | 2014.   | 2024.   |
| -------------- | ----- | ------- | ------- | ------- |
| Emberek száma: | 224   | 216     | 218     | 221     |
| Eltérés:       |       | -3,57 % | +0,92 % | +1,37 % |

| Év:            | 2023. | 2024. |
| -------------- | ----- | ----- |
| Emberek száma: | 221   | 221   |
| Eltérés:       |       | +0 %  |

1910-ben 479, túlnyomórészt szlovák anyanyelvű lakosa volt.
2001-ben 213 lakosa volt.
2011-ben 217 lakosából 214 szlovák volt.